# Əlövsət Baxşıyev
Əlövsət Qəzənfər oğlu Baxşıyev (deutsch: Alövset Bachschijew, * 22. Juni 1956 in Kərimbəyli, Rayon Şərur) ist seit 2000 Premierminister der Autonomen Republik Nachitschewan. 

## Leben
Er ist ethnischer Aserbaidschaner. Nach Abschluss der Mittelschule absolvierte er 1973–1977 ein Studium an der Finanz- und Kredit-Fakultät des Aserbaidschanischen Instituts für Volkswirtschaft. 1977–1979 leistete er seinen Wehrdienst bei der Sowjetarmee ab. 1979–1986 war er Direktor einer Sowchose im Rayon Şərur und Finanzökonom bei der Agrarindustriellen Verdingung des Bezirks. 
Bis 1991 war er Mitglied der KPdSU, danach trat er der Partei Neues Aserbaidschan bei. 1990 und 1995 wurde er als Abgeordneter ins Parlament gewählt. 1994–1998 war er Finanzminister, 1998–2000 Minister für Wirtschaftsentwicklung und Finanzen. Im Jahre 2000 wurde er von Parlamentspräsident Vasif Talibov zum Premier ernannt und von der Ali Məclisi, dem Parlament Nachitschewans, bestätigt. Am 27. Juni 2013 verlieh Präsident İlham Əliyev ihm zusammen mit vier weiteren Staatsbediensteten den Orden für "Verdienste am Vaterland" 3. Klasse.
Baxşıyev ist verheiratet und Vater dreier Kinder.